# SC Rot-Weiß Oberhausen-Rhld. 1904 1970-1971
Questa voce raccoglie le informazioni riguardanti il Rot Weiss Oberhausen nelle competizioni ufficiali della stagione 1970-1971.

## Stagione
Nella stagione 1970-1971 il Rot Weiss Oberhausen, allenato da Adi Preißler, concluse il campionato di Bundesliga al 16º posto. In Coppa di Germania il Rot Weiss Oberhausen fu eliminato ai quarti di finale dallo Schalke 04.

## Rosa
| N. |                     | Ruolo | Calciatore             |
| -- | ------------------- | ----- | ---------------------- |
|    | Germania (bandiera) | P     | Wolfgang Scheid        |
|    | Germania (bandiera) | P     | Klaus Witt             |
|    | Germania (bandiera) | D     | Friedhelm Dick         |
|    | Germania (bandiera) | D     | Reiner Hollmann        |
|    | Germania (bandiera) | D     | Jürgen Jäger           |
|    | Germania (bandiera) | D     | Uwe Kliemann           |
|    | Germania (bandiera) | D     | Friedhelm Kobluhn      |
|    | Germania (bandiera) | D     | Hermann-Josef Wilbertz |
|    | Germania (bandiera) | C     | Wolfgang Balzer        |
|    | Germania (bandiera) | C     | Gert Fröhlich          |
|    | Germania (bandiera) | C     | Lothar Kobluhn         |

| N. |                     | Ruolo | Calciatore        |
| -- | ------------------- | ----- | ----------------- |
|    | Germania (bandiera) | C     | Franz Krauthausen |
|    | Germania (bandiera) | C     | Werner Ohm        |
|    | Germania (bandiera) | A     | Dieter Brozulat   |
|    | Germania (bandiera) | A     | Hans Fritsche     |
|    | Germania (bandiera) | A     | Günter Karbowiak  |
|    | Germania (bandiera) | A     | Werner Kubek      |
|    | Germania (bandiera) | A     | Rainer Laskowsky  |
|    | Germania (bandiera) | A     | Norbert Lücke     |
|    | Germania (bandiera) | A     | Siegfried Rösen   |
|    | Germania (bandiera) | A     | Hans Schumacher   |
|    | Germania (bandiera) | A     | Wolfgang Sühnholz |

## Organigramma societario
Area tecnica
- Allenatore:
- Allenatore in seconda:
- Preparatore dei portieri:
- Preparatori atletici:

## Calciomercato

### Sessione estiva
| Acquisti | Acquisti          | Acquisti                | Acquisti |
| R.       | Nome              | da                      | Modalità |
| -------- | ----------------- | ----------------------- | -------- |
| D        | Uwe Kliemann      | Hertha Zehlendorf       |          |
| A        | Hans Schumacher   | Eintracht Gelsenkirchen |          |
| A        | Wolfgang Sühnholz | Hertha Zehlendorf       |          |

| Cessioni | Cessioni         | Cessioni        | Cessioni |
| R.       | Nome             | a               | Modalità |
| -------- | ---------------- | --------------- | -------- |
| A        | Hugo Dausmann    | Rot-Weiss Essen |          |
| D        | Dieter Hentschel | Sint-Truiden    |          |
| A        | Karl-Heinz Poll  | Berchem         |          |

## Risultati

### Bundesliga

#### Girone di andata
| Arbitro: | Geng |

|                        |           |                             |
| Pavlić 17’ Huttary 75’ | Marcatori | 29’ Kobluhn 57’ Krauthausen |

| Arbitro: | Dittmer |

|          |           |                     |
| Dick 73’ | Marcatori | 54’ Weiß 62’ Olsson |

| Arbitro: | Frickel |

|                                      |           |              |
| Steffenhagen 48’ Horr 87’ Brungs 89’ | Marcatori | 35’ Brozulat |

| Arbitro: | Ott |

|  |           |           |
|  | Marcatori | 24’ Wosab |

| Arbitro: | Aldinger |

|                              |           |                                          |
| Lippens 17’, 80’ Fürhoff 73’ | Marcatori | 7’ Schumacher 22’ Brozulat 56’ Karbowiak |

| Oberhausen 19 settembre 1970, ore 15:30 CET 6ª giornata | RW Oberhausen | 0 – 0 referto | Eintracht Francoforte | Niederrheinstadion (17 500 spett.)\| Arbitro: \| Wolf \| |
| Arbitro:                                                | Wolf          |               |                       |                                                          |

| Arbitro: | Betz |

|                                                                             |           |  |
| Netzer 5’, 69’ Heynckes 23’ Sieloff 49’ (rig.) Müller 53’ (rig.) Laumen 80’ | Marcatori |  |

| Arbitro: | Meuser |

|                                                                                    |           |          |
| Schumacher 13’, 29’, 52’, 78’ Sühnholz 16’ Krauthausen 45’, 60’ Kobluhn 82’ (rig.) | Marcatori | 7’ Hönig |

| Arbitro: | Siebert |

|           |           |                             |
| Keller 8’ | Marcatori | 22’ Sühnholz 74’ Schumacher |

| Arbitro: | Siepe |

|                                       |           |                             |
| Wilbertz 8’ Krauthausen 11’, 42’, 45’ | Marcatori | 65’ Schulz 81’ Leopoldseder |

| Arbitro: | Heckeroth |

|                                       |           |             |
| Vogt 6’, 13’, 88’ Rehhagel 35’ (rig.) | Marcatori | 20’ Kobluhn |

| Arbitro: | Schäfer |

|  |           |                                        |
|  | Marcatori | 9’ Müller 27’, 76’ Brenninger 60’ Roth |

| Arbitro: | Linn |

|                         |           |                              |
| Kobluhn 16’, 47’ (rig.) | Marcatori | 45’ (rig.) Winkler 78’ Gecks |

| Arbitro: | Geng |

|                  |           |  |
| Fischer 25’, 37’ | Marcatori |  |

| Arbitro: | Herden |

|                  |           |              |
| Kobluhn 58’, 61’ | Marcatori | 6’, 37’ Rupp |

| Arbitro: | Seiler |

|                             |           |  |
| Schütz 34’ (rig.) Görts 36’ | Marcatori |  |

| Arbitro: | Wengenmayer |

|             |           |  |
| Kobluhn 44’ | Marcatori |  |

#### Girone di ritorno
| Arbitro: | Bonacker |

|  |           |                                  |
|  | Marcatori | 13’ Kentschke 32’ (rig.) Lehmann |

| Arbitro: | Redelfs |

|                      |           |             |
| Haug 27’ Höbusch 33’ | Marcatori | 89’ Kobluhn |

| Arbitro: | Ohmsen |

|             |           |          |
| Kobluhn 89’ | Marcatori | 19’ Horr |

| Arbitro: | Kindervater |

|                      |           |  |
| Schütz 88’ Weist 89’ | Marcatori |  |

| Oberhausen 27 febbraio 1971, ore 15:30 CET 22ª giornata | RW Oberhausen | 0 – 0 referto | Rot-Weiss Essen | Niederrheinstadion (24 000 spett.)\| Arbitro: \| Betz \| |
| Arbitro:                                                | Betz          |               |                 |                                                          |

| Arbitro: | Schröck |

|                                              |           |  |
| Heese 16’ Nickel 24’, 65’, 74’ Grabowski 38’ | Marcatori |  |

| Arbitro: | Aldinger |

|  |           |                       |
|  | Marcatori | 25’ Laumen 29’ Wimmer |

| Amburgo 20 marzo 1971, ore 15:30 CET 25ª giornata | Amburgo | 0 – 0 referto | RW Oberhausen | Volksparkstadion (13 000 spett.)\| Arbitro: \| Gabor \| |
| Arbitro:                                          | Gabor   |               |               |                                                         |

| Arbitro: | Aldinger |

|                                            |           |                                   |
| Sühnholz 41’ Kobluhn 43’ Fröhlich 85’, 90’ | Marcatori | 29’ Bertl 56’ Stiller 71’ Reimann |

| Arbitro: | Biwersi |

|                           |           |             |
| Roggensack 44’ Kuster 58’ | Marcatori | 88’ Kobluhn |

| Arbitro: | Horstmann |

|                                                 |           |                      |
| Kobluhn 3’, 12’ (rig.), 77’ (rig.) Sühnholz 52’ | Marcatori | 54’ Vogt 64’ Pirrung |

| Arbitro: | Quindeau |

|                                            |           |                          |
| Mrosko 19’ Müller 55’, 87’ Beckenbauer 62’ | Marcatori | 77’ Kobluhn 84’ Sühnholz |

| Arbitro: | Ohmsen |

|                                      |           |                  |
| Bechtold 16’ (rig.) Kremers 67’, 82’ | Marcatori | 32’, 72’ Kobluhn |

| Arbitro: | Schulenburg |

|                                                     |           |             |
| Kobluhn 43’ Sühnholz 57’ Fröhlich 61’ Karbowiak 65’ | Marcatori | 23’ Fischer |

| Arbitro: | Herden |

|                         |           |                                                 |
| Kapellmann 14’ Rupp 31’ | Marcatori | 20’ Ohm 35’, 51’ (rig.) Kobluhn 73’ Krauthausen |

| Arbitro: | Geng |

|                               |           |  |
| Kobluhn 13’, 86’ Wilbertz 50’ | Marcatori |  |

| Arbitro: | Wengenmayer |

|           |           |             |
| Grzyb 44’ | Marcatori | 62’ Kobluhn |

### Coppa di Germania
| Arbitro: | Basedow |

|                                                 |           |                              |
| Kobluhn 10’ Lücke 57’ Sühnholz 85’ Fröhlich 88’ | Marcatori | 36’, 40’ Hohnhausen 47’ Beer |

| Arbitro: | Regely |

|                       |           |                                                              |
| Medler 18’ Kanieß 77’ | Marcatori | 54’ Krauthausen 65’ Kobluhn 94’, 103’ Wilbertz 115’ Fröhlich |

| Arbitro: | Siepe |

|              |           |  |
| Sobieray 83’ | Marcatori |  |

## Statistiche

### Statistiche di squadra
| Competizione      | Punti | In casa | In casa | In casa | In casa | In casa | In casa | In trasferta | In trasferta | In trasferta | In trasferta | In trasferta | In trasferta | Totale | Totale | Totale | Totale | Totale | Totale | DR  |
| Competizione      | Punti | G       | V       | N       | P       | Gf      | Gs      | G            | V            | N            | P            | Gf           | Gs           | G      | V      | N      | P      | Gf     | Gs     | DR  |
| ----------------- | ----- | ------- | ------- | ------- | ------- | ------- | ------- | ------------ | ------------ | ------------ | ------------ | ------------ | ------------ | ------ | ------ | ------ | ------ | ------ | ------ | --- |
| Bundesliga        | 27    | 17      | 7       | 5       | 5       | 34      | 25      | 17           | 2            | 4            | 11           | 20           | 44           | 34     | 9      | 9      | 16     | 54     | 69     | -15 |
| Coppa di Germania | -     | 1       | 1       | 0       | 0       | 4       | 3       | 2            | 1            | 0            | 1            | 5            | 3            | 3      | 2      | 0      | 1      | 9      | 6      | +3  |
| Totale            | 27    | 18      | 8       | 5       | 5       | 38      | 28      | 19           | 3            | 4            | 12           | 25           | 47           | 37     | 11     | 9      | 17     | 63     | 75     | -12 |

### Andamento in campionato
| Giornata  | 1 | 2  | 3  | 4  | 5  | 6  | 7  | 8  | 9  | 10 | 11 | 12 | 13 | 14 | 15 | 16 | 17 | 18 | 19 | 20 | 21 | 22 | 23 | 24 | 25 | 26 | 27 | 28 | 29 | 30 | 31 | 32 | 33 | 34 |
| --------- | - | -- | -- | -- | -- | -- | -- | -- | -- | -- | -- | -- | -- | -- | -- | -- | -- | -- | -- | -- | -- | -- | -- | -- | -- | -- | -- | -- | -- | -- | -- | -- | -- | -- |
| Luogo     | T | C  | T  | C  | T  | C  | T  | C  | T  | C  | T  | C  | C  | T  | C  | T  | C  | C  | T  | C  | T  | C  | T  | C  | T  | C  | T  | C  | T  | T  | C  | T  | C  | T  |
| Risultato | N | P  | P  | P  | N  | N  | P  | V  | V  | V  | P  | P  | N  | P  | N  | P  | V  | P  | P  | N  | P  | N  | P  | P  | N  | V  | P  | V  | P  | P  | V  | V  | V  | N  |
| Posizione | 7 | 13 | 17 | 16 | 15 | 16 | 18 | 16 | 14 | 10 | 12 | 15 | 14 | 15 | 15 | 18 | 16 | 16 | 16 | 17 | 18 | 16 | 18 | 18 | 18 | 18 | 18 | 18 | 18 | 18 | 18 | 17 | 17 | 16 |

Legenda:

Luogo: C = Casa; T = Trasferta. Risultato: V = Vittoria; N = Pareggio; P = Sconfitta.

### Statistiche dei giocatori
| Giocatore      | Bundesliga | Bundesliga | Bundesliga  | Bundesliga | Coppa di Germania | Coppa di Germania | Coppa di Germania | Coppa di Germania | Totale   | Totale | Totale      | Totale     |
| Giocatore      | Presenze   | Reti       | Ammonizioni | Espulsioni | Presenze          | Reti              | Ammonizioni       | Espulsioni        | Presenze | Reti   | Ammonizioni | Espulsioni |
| -------------- | ---------- | ---------- | ----------- | ---------- | ----------------- | ----------------- | ----------------- | ----------------- | -------- | ------ | ----------- | ---------- |
| W. Balzer      | 0          | 0          | 0           | 0          | 0                 | 0                 | 0                 | 0                 | 0        | 0      | 0           | 0          |
| D. Brozulat    | 34         | 2          | 0           | 0          | 2                 | 0                 | 0                 | 0                 | 36       | 2      | 0           | 0          |
| F. Dick        | 34         | 1          | 0           | 0          | 3                 | 0                 | 0                 | 0                 | 37       | 1      | 0           | 0          |
| H. Fritsche    | 15         | 0          | 0           | 0          | 3                 | 0                 | 0                 | 0                 | 18       | 0      | 0           | 0          |
| G. Fröhlich    | 23         | 3          | 0           | 0          | 3                 | 2                 | 0                 | 0                 | 26       | 5      | 0           | 0          |
| R. Hollmann    | 26         | 0          | 0           | 0          | 3                 | 0                 | 0                 | 0                 | 29       | 0      | 0           | 0          |
| J. Jäger       | 0          | 0          | 0           | 0          | 0                 | 0                 | 0                 | 0                 | 0        | 0      | 0           | 0          |
| G. Karbowiak   | 22         | 2          | 0           | 0          | 2                 | 0                 | 0                 | 0                 | 24       | 2      | 0           | 0          |
| U. Kliemann    | 26         | 0          | 0           | 0          | 1                 | 0                 | 0                 | 0                 | 27       | 0      | 0           | 0          |
| F. Kobluhn     | 14         | 0          | 0           | 0          | 2                 | 0                 | 0                 | 0                 | 16       | 0      | 0           | 0          |
| L. Kobluhn     | 32         | 24         | 0           | 1          | 3                 | 2                 | 0                 | 0                 | 35       | 26     | 0           | 1          |
| F. Krauthausen | 26         | 7          | 0           | 0          | 2                 | 1                 | 0                 | 0                 | 28       | 8      | 0           | 0          |
| W. Kubek       | 0          | 0          | 0           | 0          | 0                 | 0                 | 0                 | 0                 | 0        | 0      | 0           | 0          |
| R. Laskowsky   | 7          | 0          | 0           | 0          | 1                 | 0                 | 0                 | 0                 | 8        | 0      | 0           | 0          |
| N. Lücke       | 10         | 0          | 0           | 0          | 1                 | 1                 | 0                 | 0                 | 11       | 1      | 0           | 0          |
| W. Ohm         | 34         | 1          | 0           | 0          | 3                 | 0                 | 0                 | 0                 | 37       | 1      | 0           | 0          |
| S. Rösen       | 7          | 0          | 0           | 0          | 0                 | 0                 | 0                 | 0                 | 7        | 0      | 0           | 0          |
| W. Scheid      | 23         | 0          | 0           | 0          | 1                 | 0                 | 0                 | 0                 | 24       | 0      | 0           | 0          |
| H. Schumacher  | 19         | 6          | 0           | 0          | 0                 | 0                 | 0                 | 0                 | 19       | 6      | 0           | 0          |
| W. Sühnholz    | 32         | 6          | 0           | 0          | 3                 | 1                 | 0                 | 0                 | 35       | 7      | 0           | 0          |
| H. Wilbertz    | 29         | 2          | 0           | 0          | 3                 | 2                 | 0                 | 0                 | 32       | 4      | 0           | 0          |
| K. Witt        | 11         | 0          | 0           | 0          | 2                 | 0                 | 0                 | 0                 | 13       | 0      | 0           | 0          |